# Municipio 158-30
El municipio 158-30 (en inglés: Township 158-30) es un municipio ubicado en el condado de Lake of the Woods en el estado estadounidense de Minnesota. En el año 2010 tenía una población de 36 habitantes y una densidad poblacional de 0,39 personas por km².

## Geografía
El municipio 158-30 se encuentra ubicado en las coordenadas 48°30′9.83″N 94°28′25.82″O / 48.5027306, -94.4738389. Según la Oficina del Censo de los Estados Unidos, el municipio tiene una superficie total de 92.3 km², de la cual 92.3 km² corresponden a tierra firme y (0%) 0 km² es agua.